# Вулиця Павла Поповича (Донецьк)
Вулиця Павла Поповича — одна з вулиць міста Донецька. Розташована між Київським проспектом та проспектом 75-річчя футбольного клубу «Шахтар».

## Історія
Вулиця названа на честь Павла Поповича — льотчика-космонавта № 4, першого українського космонавта і першого космонавта-українця, генерал-майора авіації (1976).

## Опис
Вулиця Павла Поповича знаходиться у Київському районі Донецька. Простяглася зі сходу на захід. Довжина вулиці становить близько двох кілометрів. Біля вулиці Амосова вулиця Павла Поповича двічі перетинає Балку Довгу.

## Транспорт
Вулицею курсують трамваї № 1 та № 6.